# Citroën C-Cactus
De Citroën C-Cactus is een conceptcar van de Franse automobielconstructeur Citroën.
Het hele interieur bestaat uit slechts 200 onderdelen, bij een C4 zijn dat er 400. Als parkeerhulp heeft de C-Cactus doorzichtige achterlichten. Gewicht werd bespaard door het gebruik van koolstofvezel, schuiframen en kunststof. De deuren zijn gemaakt van roestvrij staal.
In oktober 2008 kondigde de algemeen-directeur van Citroën aan dat een hybride of elektrische versie van de C-Cactus binnen drie tot vier jaar in productie zal genomen worden. De maximumsnelheid zal 130 km/h zijn.